# Episodi di Zorro (serie televisiva 1990) (terza stagione)
La terza stagione di Zorro andò in onda dal 1º settembre 1991 al 25 aprile 1992.
| nº | Titolo originale           | Titolo italiano                | Prima TV USA      | Prima TV Italia |
| -- | -------------------------- | ------------------------------ | ----------------- | --------------- |
| 1  | The New Broom              | Il nuovo alcalde               | 1º settembre 1991 |                 |
| 2  | Rush to Judgement          | Giustizia sommaria             | 8 settembre 1991  |                 |
| 3  | A New Lease On Love        | L'amore è irresistibile        | 15 settembre 1991 |                 |
| 4  | The Man Who Cried Wolf     | Al lupo! Al lupo!              | 22 settembre 1991 |                 |
| 5  | Armed & Dangerous          | Armati e pericolosi            | 29 settembre 1991 |                 |
| 6  | The Buccaneers             | I pirati (1)                   | 6 ottobre 1991    |                 |
| 7  | A New Beginning            | I pirati (2)                   | 13 ottobre 1991   |                 |
| 8  | A Woman Scorned            | Una donna respinta             | 20 ottobre 1991   |                 |
| 9  | Wicked, Wicked Zorro       | Un pericoloso ciarlatano       | 27 ottobre 1991   |                 |
| 10 | Alejandro Rides Again      | Alejandro cavalca ancora       | 24 novembre 1991  |                 |
| 11 | The Old Flame              | Una vecchia fiamma             | 1º dicembre 1991  |                 |
| 12 | Miracle of the Pueblo      | Miracolo di Natale             | 8 dicembre 1991   |                 |
| 13 | A Love Remembered          | Un amore sfortunato            | 15 dicembre 1991  |                 |
| 14 | Dirty Tricks               | Un alcalde in gonnella         | 5 gennaio 1992    |                 |
| 15 | Mendoza the Malevolent     | Mendoza: sergente o bandito?   | 12 gennaio 1992   |                 |
| 16 | Test of Faith              | Diversi: ma amici              | 26 gennaio 1992   |                 |
| 17 | Siege                      | L'assedio                      | 1º marzo 1992     |                 |
| 18 | They Call Her Annie        | La maestra con la pistola      | 8 marzo 1992      |                 |
| 19 | Silk Purses and Sow's Ears | Una scommessa azzardata        | 15 marzo 1992     |                 |
| 20 | Turning the Tables         | Una lezione da non dimenticare | 22 marzo 1992     |                 |
| 21 | One Special Night          | Una notte molto speciale       | 29 marzo 1992     |                 |
| 22 | Balancing the Books        | Un amico più prezioso dell'oro | 5 aprile 1992     |                 |
| 23 | Blind Man's Bluff          | Duello alla cieca              | 12 aprile 1992    |                 |
| 24 | Heir Apparent              | Erede apparente                | 19 aprile 1992    |                 |
| 25 | The Word                   | Pazienza, Felipe               | 25 aprile 1992    |                 |

## Il nuovo alcalde
- Titolo originale: The New Broom
- Diretto da: Ray Austin
- Scritto da: Philip John Taylor

### Trama
In seguito alla morte di Luis Ramon, perito alla Fortezza del Diavolo, a Los Angeles giunge il nuovo alcalde, Ignacio de Soto, che ha ottenuto la carica sconfiggendo in duello il precedente candidato scelto dal re. Diego, che ha avuto modo di conoscere de Soto in Spagna ed era rimasto colpito dalla forte personalità dell'uomo, è fiducioso che ora tutto andrà per il meglio e spera di poter finalmente smettere la maschera di Zorro, così da potersi finalmente dichiarare a Victoria, ma de Soto non tarda a mostrare la sua vera natura: il nuovo alcalde giura di catturare Zorro entro tre mesi e dà ordine di trattenere tutti i notabili di Los Angeles alla hacienda dei de la Vega, certo che spalleggino l'eroe. Zorro lo costringe ad ordinare il rilascio, dopodiché, a modo suo, gli dà il benvenuto in città.
- Guest Star: Damien Thomas (don Saverio Caroga), Tabare Carballo (caporale Sepulveda).

## Giustizia sommaria
- Titolo originale: Rush to Judgement
- Diretto da: Ray Austin
- Scritto da: Philip John Taylor

### Trama
Il giovane José Rivas mette in fuga un bandito che ha ucciso don Sebastian Valverde e ferito gravemente sua moglie Maria; a causa di un equivoco, però, l'Alcalde crede che il colpevole sia lui e lo arresta. De Soto vuole giustiziare sommariamente José, al che Diego, Victoria e Mendoza stordiscono l'Alcalde e liberano José con l'intenzione di tenerlo nascosto finché Maria Valverde non sarà in grado di testimoniare; per non insospettire l'Alcalde, inoltre, fanno in modo che de Soto creda che sia trascorsa una settimana e che José sia stato impiccato. L'Alcalde scopre l'inganno, ma Mendoza, in un raro atto di coraggio, si assume l'intera responsabilità e viene condannato a morte. Zorro interviene e porta in salvo il sergente; l'Alcalde si prepara a dare loro la caccia, ma Maria Valverde si riprende e riferisce come sono andate davvero le cose, scagionando José. L'Alcalde, così, riconosce l'errore e arresta il vero colpevole, un fittavolo dei Valverde che voleva rapinarli per prendere il denaro necessario a pagare alcuni debiti di gioco.
- Guest Star: Ben Miles (José Rivas), Maria Reyes Arias (donna Maria Valverde), Tabare Carballo (caporale Sepulveda).

## L'amore è irresistibile
- Titolo originale: A New Lease on Love
- Diretto da: Ray Austin
- Scritto da: Philip John Taylor

### Trama
Victoria inizia a temere che non riuscirà mai ad avere una vita con Zorro, e padre Benitez la esorta a cercare altrove l'amore. Maria, una delle donne più impiccione di tutta Los Angeles, prende a cuore la situazione di Victoria e tenta ripetutamente di appiopparle un pretendente dietro l'altro, con grande imbarazzo della locandiera; Diego, da parte sua, teme che Victoria non vorrà aspettare Zorro ancora a lungo e decide di farsi avanti, ma il suo unico, timido approccio viene miseramente respinto prima ancora che il povero Diego possa rivelare quello che prova. Victoria riceve una proposta dal tenente Juan Ortiz, suo amico d'infanzia, e dopo aver riflettuto a lungo decide di accettare; il matrimonio avverrà il giorno dopo, e l'Alcalde decide di approfittarne per architettare una trappola per Zorro. De Soto fa dunque montare in segreto un potente cannone davanti alla chiesa e Zorro, come previsto, interrompe la cerimonia. L'Alcalde fa fuoco, ma Zorro manomette l'arma e il cannone salta in aria senza causare danni. Tornata la calma, Juan accetta serenamente il rifiuto di Victoria, che ha deciso di rimanere fedele a Zorro, e lascia la città; Diego ha così un'altra opportunità per dichiararsi, ma all'ultimo sceglie di tacere, sapendo che Victoria non vede in lui l'eroe di cui è innamorata.
- Guest Star: Mark Crowdy (tenente Juan Ortiz), Carmen Estevez (Maria), Timothy Bateson (padre Benitez).

## Al lupo! Al lupo!
- Titolo originale: The Man Who Cried Wolf
- Diretto da: Ray Austin
- Scritto da: Bruce Lansbury

### Trama
Gli Adams, una famiglia in viaggio verso l'Oregon, sono alle prese con Cruzero, un uomo violento a cui Will, il capofamiglia, ha sottratto una lupa  perché Cruzero maltrattava l'animale. Dopo aver tentato senza successo di riprendersi la lupa, Cruzero tenta di rubare i cavalli ad un contadino, ma viene fermato da Zorro e dalla lupa, che odia talmente tanto il suo vecchio padrone da riconoscerlo come un nemico. Cruzero chiede aiuto all'Alcalde facendogli credere che Adams sia un pericoloso evaso, ma Diego, che ha riconosciuto Cruzero, capisce che l'uomo ha mentito e decide d'informarsi sul suo conto, scoprendo che Cruzero è in realtà un ricercato di nome Toledo. L'Alcalde, Mendoza e Toledo riescono a catturare la lupa e Jack, il figlio di Will, si reca di nascosto a Los Angeles per liberarla. Nonostante l'aiuto di Zorro, il ragazzo viene preso e Will si precipita a salvarlo; Zorro rivela a tutti la vera identità di Toledo e l'uomo viene arrestato. Gli Adams possono così riprendere il loro viaggio assieme alla lupa.
- Guest Star: Roddy Piper (Will Adams), Omri Katz (Jack Adams), Jon Glentoran (Cruzero/Toledo).

## Armati e pericolosi
- Titolo originale: Armed & Dangerous
- Diretto da: Ray Austin
- Scritto da: Robert L. McCullough

### Trama
L'Alcalde ordina l'arresto di tutti coloro in ritardo con il pagamento delle tasse, con il risultato che nel giro di pochi giorni le prigioni si riempiono fino al collasso. Monty Moran e Phil Breck, due rapinatori appena catturati da Zorro, approfittano del caos per evadere e prendono in ostaggio Victoria, chiedendo in cambio armi, denaro e cavalli. Mendoza è costretto a cedere e consegna loro la cassaforte dell'Alcalde; Zorro, però, ha manomesso sia la cassaforte che i fucili consegnati ai banditi, e cattura senza difficoltà Moran e Breck. Il denaro non viene recuperato; in compenso, però, i contadini saldano le tasse non pagate con sorprendente puntualità... e la somma ammonta esattamente a quella custodita nella cassaforte.
- Guest Star: Rob Estes (Monty Moran), Gustavo Cunill (Phil Breck), Jacobo Sanchez (fattore).

## I pirati (1)
- Titolo originale: The Buccaneers
- Diretto da: Ray Austin
- Scritto da: Robert L. McCullough

### Trama
Il pirata Big Jim Jarrett e la sua ciurma giungono in California in cerca di un tesoro. Zorro aiuta Mendoza e i suoi soldati a catturare Jarrett; costui è ricercato per omicidio, e l'Alcalde dispone che il capitano sia tenuto in custodia alla hacienda dei de la Vega finché non verrà trasferito in una prigione più sicura. Jarrett ammette che la ricerca del tesoro è in verità un pretesto e di essere venuto in California per una questione personale; l'Alcalde, che era interessato al tesoro, vorrebbe sbarazzarsi di lui, ma viene fermato dall'irruzione degli uomini di Jarrett, che hanno preso in ostaggio Victoria. Mentre Zorro risolve la situazione, e Pepe, un ragazzino amico di Felipe, approfitta del trambusto per intrufolarsi nella hacienda e tentare di eliminare Jarrett, che lui crede abbia ucciso suo padre a causa di una lettera lasciatagli dalla madre. Jarrett, però, rivela di essere lui stesso il padre di Pepe e di essere giunto fin lì per ritrovarlo e condurre finalmente una vita onesta. Il capitano cede ai suoi uomini la mappa del tesoro, ma subito dopo rivela all'Alcalde che essa è fasulla e soltanto lui conosce il nascondiglio.
- Guest Star: Jesse Ventura (Big Jim Jarrett), John Christian Graas (Pepe Jalisco), James Coyle (pirata #1), Les White (pirata #2), Tabare Carballo (caporale Sepulveda).

## I pirati (2)
- Titolo originale: A New Beginning
- Diretto da: Ray Austin
- Scritto da: Robert L. McCullough

### Trama
Jarrett si è stabilito a Los Angeles e ha iniziato una nuova vita con Pepe. L'Alcalde, però, è deciso ad impadronirsi del tesoro e fa rapire Pepe da un soldato travestito da Zorro, chiedendo in cambio del suo rilascio che Jarrett si consegni all'autorità per intascare la taglia. Jarrett è costretto a sottomettersi e de Soto finge di pagare il riscatto; l'Alcalde, poi, con il pretesto di aver versato di tasca propria la somma, promette di rilasciare Big Jim se quest'ultimo gli rivelerà il nascondiglio del tesoro, ma Jarrett ammette che il tesoro non esiste. De Soto, allora, decide di servirsi di Big Jim per eliminare Zorro e fa in modo di facilitarne l'evasione; come previsto, Jarrett fugge e attira Zorro scatenando una rissa alla locanda per potersi vendicare del rapimento di Pepe. Zorro appare e chiarisce la propria posizione; Jarrett, però, non può rimanere a Los Angeles e assieme a Pepe s'imbarca per i Caraibi per poter finalmente vivere una vita tranquilla.
- Guest Star: Jesse Ventura (Big Jim Jarrett), John Christian Graas (Pepe Jalisco), Tabare Carballo (caporale Sepulveda), Jeff Diamond (soldato/falso Zorro).

## Una donna respinta
- Titolo originale: A Woman Scorned
- Diretto da: Ray Austin
- Scritto da: Philip John Taylor

### Trama
Zorro salva dal plotone d'esecuzione Jacinto Santana, ingiustamente condannato per l'omicidio di suo padre, l'alcalde di San Diego; la prodezza impressiona molto Alberta Sinestra, una viaggiatrice appena giunta a Los Angeles. La donna è inseguita da un certo Jorge Ventura, che afferma di essere un agente inviato ad arrestare Alberta, accusata dell'assassinio del marito; Alberta, da parte sua, sostiene che sia Ventura il vero colpevole, ma l'uomo ha con sé un mandato e l'Alcalde crede alla versione di quest'ultimo. Zorro, deciso a vederci chiaro, libera Alberta, arrestata e in custodia presso la locanda, con l'intenzione di indagare per proprio conto; Alberta gli confessa di amarlo e gli chiede di fuggire assieme, ma Zorro rifiuta per amore di Victoria. Alberta, oltraggiata, cerca di uccidere Victoria e ferisce Ventura, ma viene infine fermata da Zorro. Ormai in trappola, la donna rivela di aver davvero ucciso il marito e tutti gli uomini che, in un modo nell'altro, è convinta l'avessero tradita, incluso l'alcalde di San Diego; grazie anche alla deposizione di Jacinto Santana, tutto si risolve e Alberta viene arrestata.
- Guest Star: Liz Hickling (Alberta Sinestra), Nigel Terry (Jorge Ventura).

## Un pericoloso ciarlatano
- Titolo originale: Wicked, Wicked Zorro
- Diretto da: Ray Austin
- Scritto da: Robert L. McCollough

### Trama
Lorenzo Lozano, un prestigiatore itinerante specializzato nell'ipnosi, si esibisce a Los Angeles tentando d'ipnotizzare Mendoza; la procedura non ha effetto sul sergente, ma funziona inavvertitamente su Diego, che stava osservando incuriosito il pendolo con cui Lozano stava cercando d'incantare Mendoza. Lozano decide di approfittarne e ordina a Diego di svaligiare l'intera città, raccomandandogli di essere "abile e furbo come una volpe"; Diego, in trance, prende alla lettera le indicazioni del prestigiatore e, nei panni di Zorro, deruba l'Alcalde, la banca e persino Victoria. Lozano, nel frattempo, viene arrestato dall'Alcalde con l'accusa di esercizio abusivo, ma riesce a evadere ipnotizzando Mendoza, questa volta facendo leva sulla passione del sergente per il buon cibo. Diego torna in sé grazie a don Alejandro, che senza saperlo pronuncia le parole chiave stabilite da Lozano per risvegliarlo dalla trance; non potendo permettere a Lozano di collegarlo a Zorro, Diego fa in modo che il prestigiatore lo creda ancora sotto ipnosi e fuori controllo, e lo costringe a lasciare Los Angeles a mani vuote.
- Special Guest Star: Tim Reid (Lorenzo Lozano).
- Guest Star: Javier Sandoval (Rodero).

## Alejandro cavalca ancora
- Titolo originale: Alejandro Rides Again
- Diretto da: Michael Levine
- Scritto da: Richard Freiman

### Trama
Don Alejandro riceve la visita di tre suoi vecchi compagni d'armi, il capitano Carlos Frontera, il sergente Pablo Escobar e il tiratore Juan Reyes, che chiedono il suo aiuto per catturare Cordoba, un traditore che trent'anni prima uccise il fratello di Alejandro e di cui hanno seguito le tracce fino a Los Angeles. Nessuno dei quattro è più in forma come un tempo, e Diego, preoccupato per il padre, tenta di dissuaderlo, ma don Alejandro non sente ragioni; Diego, allora, nei panni di Zorro segue di nascosto il padre e i suoi amici per proteggerli. Grazie al discreto aiuto di Zorro, don Alejandro e i suoi commilitoni riescono a stanare e catturare Cordoba; costui verrà infine arrestato da Mendoza, ma Alejandro, felice di aver finalmente vendicato la morte del fratello, è ben lieto di lasciargli il merito.
- Guest Star: Robert Hoy (capitano Carlos Frontera), Bernard Kay (Cordoba), Lee Patterson (sergente Pablo Escobar), George Bullock (soldato Juan Reyes).

## Una vecchia fiamma
- Titolo originale: The Old Flame
- Diretto da: Robert L. McCullough
- Scritto da: Tom Sawyer

### Trama
Un carico di munizioni scortato da Mendoza e i suoi uomini viene attaccato e fatto saltare in aria dalla banda del rivoluzionario Joaquin Correna; i ribelli sfuggono ai soldati, ma Mendoza riesce a ferire Correna. Poco dopo, una compagnia di artisti di strada giunge a Los Angeles; tra di essi c'è anche Zafira, una donna di cui Diego era molto innamorato ai tempi in cui studiava in Spagna. Zafira abbandonò Diego il giorno stesso delle nozze, e la donna gli spiega di averlo dovuto lasciare perché rimasta coinvolta suo malgrado nella ribellione. Durante l'esibizione della compagnia, un acrobata accusa un malore e Mendoza scopre che costui non è altri che Correna. Zafira confessa a Diego di aver sposato Correna e gli chiede aiuto per nasconderlo. Il rivoluzionario rivela di sapere che Zafira, pur se devota alla causa, è ancora innamorata di Diego ed è disposto a lasciare la moglie con lui se questo servirà a salvarla, ma Diego, ormai fedele solo a Victoria, rifiuta; accetta comunque di aiutare Correna a sfuggire ai soldati, e nei panni di Zorro trattiene Mendoza per dare tempo a Joaquin e a Zafira di mettersi in salvo.
- Guest Star: Irina Brook (Zafira Correna), David Schofield (Joaquin Correna), Corey Rand (pagliaccio/rivoluzionario), Paco Català (Perez).

## Miracolo di Natale
- Titolo originale: Miracle of the Pueblo
- Diretto da: Ray Austin
- Scritto da: Philip John Taylor

### Trama
Mentre Los Angeles si prepara a festeggiare il Natale, in città arriva una simpatica coppia, i Jones, in cerca del "piccolo Jaime Mendoza", che quando aveva dodici anni scrisse loro una letterina. Poco dopo, i Jones rovinano involontariamente una battuta di caccia dell'Alcalde, e quest'ultimo, indispettito, arresta con un pretesto il signor Jones. Mendoza, saputo che l'uomo lo stava cercando, lo visita in carcere e non tarda a rendersi conto che il signor Jones non è altri che Babbo Natale; il sergente capisce che se il signor Jones non verrà rilasciato, i bambini di tutto il mondo perderanno il Natale, e convince Victoria e i de la Vega ad aiutarlo a liberare l'uomo. Victoria elabora una serie di piani che tuttavia si rivelano uno più disastroso dell'altro; i Jones, comunque, riescono a fuggire da soli. La magica coppia, infatti, aveva semplicemente voluto mettere alla prova la bontà d'animo della gente di Los Angeles, e per ricompensare i protagonisti del loro buon cuore esaudisce il loro desiderio, regalando a tutti loro la magia di un bianco Natale.
- Guest Star: Fred Pearson (signor Jones), Patsy Rowlands (signora Jones).

## Un amore sfortunato
- Titolo originale: A Love Remembered
- Diretto da: Ray Austin
- Scritto da: Gary Rieck

### Trama
Don Alejandro rivede dopo molti anni un suo vecchio amore di gioventù, Mercedes, tornata a Los Angeles per vendere la hacienda di famiglia e pagare i debiti lasciati dal marito Antonio Villero, morto di recente. In realtà, Villero è ancora vivo e Mercedes è fuggita perché terrorizzata da lui; Villero, però, è a conoscenza della proprietà di Mercedes a Los Angeles e arriva in città per riprendersi la moglie. Arrestato per aver scatenato una rissa alla locanda, Villero viene liberato dall'Alcalde, che vuole servirsi di lui per vendicarsi di don Alejandro, con il quale de Soto ha un'accesa disputa a causa di un cavallo rubato. Villero si reca alla hacienda dei de la Vega per uccidere il rivale, ma finisce con il colpire Mercedes, messasi in mezzo per proteggere don Alejandro da un proiettile destinato a lui; la donna confessa ad Alejandro di amarlo ancora e gli lascia in eredità la propria hacienda, dopodiché muore. Zorro, informato da Felipe, che aveva origliato i piani dell'Alcalde, arriva troppo tardi per impedire la tragedia, ma cattura Villero; de Soto, sconvolto e pieno di sensi di colpa, arresta Villero e restituisce a don Alejandro il cavallo, senza però ammettere quello che ha fatto.
- Guest Star: Donna Bacalla (Mercedes Henche Villero), James Faulkner (Antonio Villero).

## Un alcalde in gonnella
- Titolo originale: Dirty Tricks
- Diretto da: Ray Austin
- Scritto da: Philip John Taylor

### Trama
Mendoza ha un incubo nel quale assiste ad un inquietante scambio di ruoli tra Victoria e de Soto, con la prima nei panni di un terribile alcalde e il secondo divenuto affabile locandiere e cuoco provetto. Il giorno dopo, Zorro, in seguito all'ennesimo scontro, sfida de Soto a provare di godere del consenso della popolazione inducendolo ad indire pubbliche elezioni per la nomina dell'alcalde; con sommo orrore di Mendoza, l'unico altro candidato a farsi avanti è proprio Victoria. La locandiera conquista facilmente il favore della gente, al che de Soto cerca di comprare l'appoggio di Diego, che in quanto editore dell'unico giornale della città ha notevole peso sull'opinione popolare; Diego finge di accettare, dopodiché burla de Soto appoggiando la sua candidatura presso un altro pueblo e donando al popolo la somma con cui de Soto aveva cercato di corromperlo. Il giorno delle elezioni, Victoria e de Soto risultano alla pari a causa di Mendoza, che si è scordato di votare, ma Zorro interviene e dimostra che il numero di voti è incompatibile con quello degli abitanti, provando che c'è stato quindi un broglio da parte di de Soto; quest'ultimo contrattacca ripescando un antico decreto reale che vieta alle donne di ricoprire cariche pubbliche, rendendo nulla un'eventuale elezione di Victoria. De Soto si riconferma così alcalde, ma senza l'appoggio della gente, che continuerà quindi a sostenere sia Victoria che a proteggere Zorro.
- Guest Star: Gene Collins (Carlos), Tabare Carballo (caporale Sepulveda).

## Mendoza: sergente o bandito?
- Titolo originale: Mendoza the Malevolent
- Diretto da: Ray Austin
- Scritto da: Robert L. McCollough

### Trama
Mendoza viene rapito da alcuni banditi che vogliono servirsi di lui per distruggere l'armeria di Los Angeles; nel trambusto, il sergente batte la testa e perde la memoria. Santiago, il capobanda, ne approfitta per fargli credere di essere uno di loro e di essersi infiltrato tra i soldati dell'Alcalde; come prova di affidabilità, Santiago manda Mendoza a Los Angeles e gli fa rapinare la locanda, compito che il sergente porta a termine con successo. I banditi, con l'aiuto di Mendoza, minano quindi l'armeria; grazie alla testimonianza di Victoria, Zorro si rende conto che il buon sergente è affetto da amnesia e riesce a farlo tornare in sé con un secondo colpo in testa. I banditi vengono infine arrestati, e a Los Angeles ritorna la quiete.
- Guest Star: Vincenzo Nicoli (Jorge Santiago), Vicente Ayala (bandito), Tabare Carballo (caporale Sepulveda).

## Diversi ma amici
- Titolo originale: Test of Faith
- Diretto da: Ray Austin
- Scritto da: Robert L. McCollough

### Trama
I de la Vega soccorrono Hiroshi, un pescatore giapponese naufragato in California. L'Alcalde, intanto, sta indagando sull'origine delle famiglie nobili locali con lo scopo di confiscare le proprietà di coloro che non siano di pura discendenza spagnola: un'antenata dei de la Vega risulta essere francese e questo fornisce all'Alcalde il pretesto per confiscare la hacienda, ma de Soto si rivela più interessato ad arrestare Hiroshi, convinto che si tratti di una spia. Zorro riesce a liberarlo e il giapponese si sdebita aiutandolo a sgominare i soldati. Hiroshi viene recuperato da un peschereccio e riprende il mare, mentre Zorro riflette su quanto ha potuto imparare dall'incontro con una cultura tanto diversa dalla propria.
- Guest Star: Soon-Tek Oh (Hiroshi).

## L'assedio
- Titolo originale: Siege
- Diretto da: Peter Diamond
- Scritto da: Robert L. McCollough

### Trama
La banda del famigerato Pablo Saragoza cinge d'assedio Los Angeles, impedendo a chiunque di entrare e di uscire. I primi attacchi vengono respinti grazie ai de la Vega, che hanno addestrato rapidamente gli abitanti a difendersi; Saragoza, allora, risponde ostruendo l'acquedotto di Los Angeles e pretendendo tutto il denaro della città. L'Alcalde traveste Mendoza con gli abiti di uno degli uomini di Saragoza catturati durante l'attacco e lo incarica di far saltare la frana che blocca la sorgente; il sergente riesce nell'impresa, e Saragoza, furibondo, decide di sferrare l'assalto finale a Los Angeles. Diego, riuscito a tornare alla hacienda passando attraverso l'acquedotto mentre era asciutto e a procurarsi la maschera e la spada, nei panni di Zorro sconfigge Saragoza, che muore trafitto dal proprio stesso coltello.
- Guest Star: Nicolas Chagrin (Pablo Saragoza).

## La maestra con la pistola
- Titolo originale: They Call Her Annie
- Diretto da: Ray Austin
- Scritto da: Robert L. McCollough

### Trama
Annie Smith, la nuova maestra della scuola di Los Angeles, sorprende l'intera città rivelandosi un cecchino di prim'ordine e riuscendo, con la propria abilità, a catturare uno dei tre banditi che hanno rapito una bambina; la piccola rimane tuttavia in mano agli altri due manigoldi. L'Alcalde, impressionato, vorrebbe ingaggiare Annie come tiratrice scelta, ma la donna accetta soltanto quando de Soto la convince che il capo dei banditi è Zorro: Annie, infatti, è in realtà una cacciatrice di taglie ed è interessata alla ricompensa, di cui ha bisogno per aiutare il padre. Zorro, intanto, libera la bambina e cattura i banditi; Annie, che per tutto il tempo è rimasta convinta che Zorro fosse davvero il brigante pericoloso millantato dall'Alcalde, è molto colpita e rinuncia a cercare di catturarlo. La donna ha tuttavia ancora bisogno di denaro per la sua famiglia, e dopo aver salutato i suoi alunni lascia Los Angeles per lavorare come sceriffo alla frontiera.
- Special Guest Star: Khrystyne Haje (Annie Smith).

## Una scommessa azzardata
- Titolo originale: Silk Purses and Sow's Ears
- Diretto da: Ray Austin
- Scritto da: Robert L. McCollough

### Trama
Il capitano Dominguez, un ispettore governativo, viene mandato a Los Angeles per verificare l'operato di de Soto. L'Alcalde viene puntualmente ridicolizzato da Zorro, e Dominguez decide di selezionare degli ufficiali per rinforzare la guarnigione; Mendoza decide di candidarsi e Diego accetta di aiutarlo a superare la selezione. De Soto deride Diego per la sua scarsa attitudine militare e don Alejandro, oltraggiato, s'impegna in una pericolosa scommessa: se Mendoza sarà promosso, l'Alcalde abolirà una tassa appena istituita, mentre in caso contrario Diego dovrà arruolarsi. Mentre Diego è impegnato a cercare di trasformare Mendoza in un perfetto gentiluomo, de Soto, ansioso di fare buona impressione su Dominguez, intensifica la caccia a Zorro e arresta un innocente; Zorro libera l'uomo e umilia per l'ennesima volta l'Alcalde, compromettendone definitivamente la già fragile reputazione agli occhi di Dominguez. Mendoza passa brillantemente l'esame, ma a causa dell'Alcalde commette una gaffe che gli costa la promozione; Diego, comunque, riuscirà a svincolarsi dalla scommessa in modo alquanto ingegnoso.
- Guest Star: John Hallam (capitano Dominguez), Tabare Carballo (caporale Sepulveda).

## Una lezione da non dimenticare
- Titolo originale: Turning the Tables
- Diretto da: Ray Austin
- Scritto da: Robert L. McCollough

### Trama
Don José Escanto, emissario del re, giunge a Los Angeles per scacciare gli indiani che vivono nei dintorni della città. L'uomo, profondamente razzista, è convinto che i pellerossa siano una razza inferiore e con il benestare dell'Alcalde, intollerante quanto lui, arresta Shonay, un indiano che era entrato a Los Angeles violando un divieto imposto dall'emissario; prima di essere portato in cella, Shonay augura a don José di provare sulla propria pelle le sofferenze che sta causando alla sua gente e profetizza che l'Alcalde, che si considera un grande uomo, scoprirà di essere in realtà piccolo e insignificante. Diego, preoccupato delle conseguenze che il fanatismo dell'emissario avrà su Los Angeles, architetta un piano: fa in modo che don José sia ospite alla hacienda e grazie ad una tintura per capelli e ad uno speciale infuso cambia l'aspetto dell'emissario, che ora sembra un indiano in tutto e per tutto; Zorro, poi, gioca uno scherzo simile all'Alcalde facendogli credere di stare rimpicciolendo sostituendo i suoi abiti con altri di taglia maggiore. Terrorizzato, don José fa evadere Shonay per chiedergli di annullare il suo "maleficio", ma viene arrestato e condannato alla fustigazione, come lui stesso ha stabilito per ogni indiano che metta piede in città; Zorro salva la situazione e l'emissario impara infine il valore della tolleranza.
- Guest Star: Henry Goodman (don José Escanto), Richard Yniguez (Shonay).

## Una notte molto speciale
- Titolo originale: One Special Night
- Diretto da: Robert L. McCollough
- Scritto da: Gary Stephen Rieck

### Trama
Don Alejandro è costretto ad un periodo di convalescenza a causa di una brutta caduta da cavallo, e Diego deve recarsi al posto suo a Santa Paula per riferire ad un emissario reale gli abusi dell'Alcalde. Victoria insiste per accompagnarlo; il viaggio procede per il meglio, ma sulla via del ritorno Diego e Victoria vengono sorpresi da un temporale e sono costretti a trascorrere la notte in un vecchio mulino. A Los Angeles, intanto, una banda di malintenzionati prepara un colpo approfittando dell'assenza dell'Alcalde, in viaggio a Monterey. Felipe non può impedire la rapina, ma decide comunque di reagire e ruba la refurtiva ai ladri; la situazione viene salvata dal tempestivo intervento di Zorro, avvertito da un biglietto lasciato da Felipe. Zorro fa arrestare i briganti e si congeda da Victoria recitando una breve poesia; la locandiera, che sa che i versi sono stati composti da Diego, rimane perplessa e, forse, inizierà a sospettare qualcosa.
- Guest Star: Richard Leaf (Reynaldo), Santiago Alvarez (Chato), Paco Català (Perez).

## Un amico più prezioso dell'oro
- Titolo originale: Balancing the Books
- Diretto da: Ray Austin
- Scritto da: Robert L. McCollough

### Trama
L'Alcalde organizza una lotteria per finanziare un nuovo sistema d'irrigazione, ma Zorro dimostra che la lotteria è stato truccata; una seconda estrazione, svolta questa volta con regolarità, designa come vincitore Mendoza, che si aggiudica così i cinquemila pesos messi in palio. Mendoza decide di comprare e ristrutturare una vecchia casa affidando i lavori all'Alcalde; Zorro, però, scopre che de Soto ha utilizzato materiale scadente, di fatto derubando il povero Mendoza, e lo minaccia di denuncia se non risarcirà il sergente. L'Alcalde decide allora di dare alle fiamme il cantiere per cancellare le prove, ignaro del fatto che Mendoza si trova all'interno ed è rimasto stordito dal crollo di un'asse; Zorro interviene appena in tempo e porta in salvo il sergente sfidando le fiamme. Mendoza, avendo speso tutto per la casa, è di nuovo al verde, ma comprende di possedere un tesoro ben più prezioso: la lealtà di un grande amico.

## Duello alla cieca
- Titolo originale: Blind Man's Bluff
- Diretto da: Peter Diamond
- Scritto da: Philip John Taylor

### Trama
L'Alcalde acquista una costosissima cavalla che lui ritiene abbastanza veloce da poter competere con Tornado e per pagarla impone l'ennesima tassa. Zorro sfida de Soto ad una gara di velocità: se l'Alcalde perderà, dovrà revocare l'imposta. Durante la corsa, sia Zorro che de Soto si fermano a bere ad una fonte che tuttavia è inquinata e provoca in loro una momentanea cecità; l'Alcalde ignora il consiglio di Zorro di collaborare e tenta di tornare a Los Angeles da solo, ma viene disarcionato dalla cavalla e, vagando, rimane intrappolato su un ponte. Zorro, che nel frattempo ha riacquistato la vista, lo aiuta ad attraversare illeso il ponte, ma l'Alcalde lo tradisce e taglia le corde, facendo precipitare l'eroe; quest'ultimo riesce comunque a salvarsi grazie a Tornado e, malgrado tutto, fa in modo che Mendoza rintracci de Soto, salvando la vita dell'ingrato Alcalde.
- Guest Star: Jason White (venditore di cavalli).

## Erede apparente
- Titolo originale: Heir Apparent
- Diretto da: Ray Austin
- Scritto da: Robert L. McCollough

### Trama
Don Alejandro è l'unico erede del suo amico Roberto Segovia, recentemente deceduto, che gli ha lasciato le proprie terre. Subito dopo la lettura del testamento, tuttavia, si presenta il figlio di Roberto, Gregorio, che risultava scomparso da molti anni. Don Alejandro accetta di buon grado di intestare la proprietà a Gregorio e quest'ultimo decide come prima cosa di ripulire un torrente che attraversa le sue terre per migliorare l'afflusso idrico verso Los Angeles. Zorro, che sa che il corso del torrente in questione non tocca Los Angeles, indaga e scopre che Gregorio intende ostruire il torrente perché nel letto si trova un filone d'oro: l'uomo, infatti, è in realtà un impostore che ha preso il posto del vero Gregorio Segovia, ucciso da lui stesso, per impadronirsi del giacimento. Roberto era a conoscenza dell'oro, ma aveva mantenuto il segreto per salvaguardare la terra; arrestato il truffatore, don Alejandro rientra in possesso della proprietà e ne fa una riserva naturale per preservarne la bellezza, come sarebbe stato desiderio dell'amico.
- Guest Star: Kevin Brophy (Gregorio Segovia).

## Pazienza, Felipe
- Titolo originale: The Word
- Diretto da: Ray Austin
- Scritto da: Robert L. McCollough

### Trama
Felipe è testimone oculare di una rapina; tentando di sfuggire ai banditi, che lo inseguono per impedirgli di identificarli, il ragazzo riesce ad avvertire Zorro, che cattura uno dei ladri. Tutti in città sono molto orgogliosi di Felipe, e Diego, che si rende conto del desiderio d'indipendenza del ragazzo, lo esorta a cercare di superare il trauma della morte dei genitori, così da poter recuperare l'uso della parola. I banditi attaccano la hacienda dei de la Vega per uccidere Felipe e vengono messi in fuga da don Alejandro; l'Alcalde, tuttavia, minimizza l'accaduto e concede come unica protezione Mendoza e il caporale Sepulveda. Com'era prevedibile, Mendoza e Sepulveda si rivelano del tutto inadeguati e all'ennesimo assalto dei banditi Felipe attira i briganti lontano dalla hacienda per proteggere i padroni; Diego, per poter intervenire, è costretto ad inventarsi un pretesto per rimanere in casa, scatenando l'indignazione di don Alejandro, che lo accusa di essere un vigliacco. Zorro affronta i banditi; grazie a Felipe, che ritrova per un attimo la voce e riesce a chiamarlo, l'eroe evita un assalto a sorpresa e sconfigge i manigoldi.
- Guest Star: Albert Owens (capobanda).